# The Mother and the Law
The Mother and the Law é um filme mudo norte-americano de 1919 em longa-metragem, do gênero drama, dirigido, escrito e produzido por D. W. Griffith. O filme foi estrelado por Mae Marsh, Robert Harron, Miriam Cooper, Vera Lewis, Sam De Grasse e Clyde E. Hopkins.